# Bostra reductedentata
Bostra reductedentata är en insektsart som beskrevs av Ludwig Redtenbacher 1908. Bostra reductedentata ingår i släktet Bostra och familjen Diapheromeridae. Inga underarter finns listade.